# Deer Island, Newfoundland
Deer Island är en ö i Kanada.   Den ligger i provinsen Newfoundland och Labrador, i den östra delen av landet, 1 700 km öster om huvudstaden Ottawa. Arean är 7,6 kvadratkilometer.
Terrängen på Deer Island är mycket platt. Öns högsta punkt är 34 meter över havet. Den sträcker sig 2,8 kilometer i nord-sydlig riktning, och 5,2 kilometer i öst-västlig riktning.